# Günther Thömmes
Günther Thömmes (* 1963 in Neuerburg, Eifelkreis Bitburg-Prüm, Rheinland-Pfalz) ist ein deutscher Braumeister und Autor.

## Leben
Thömmes wuchs in Bitburg auf und absolvierte bei der Bitburger Brauerei Th. Simon eine Ausbildung zum Brauer und Mälzer. Anschließend ging er an die Technische Universität München – Campus Weihenstephan, um dort Brauwesen zu studieren. Während des Studiums arbeitete er als Brauergeselle bei der Braumeisterin Doris Engelhard in der Klosterbrauerei Mallersdorf (1988) sowie der Guinness/Park Royal Brewery in London, UK (1989). Er schloss sein Studium 1991 als Diplom-Braumeister ab.
Von 1991 bis 2012 arbeitete Thömmes in der Brauerei-Zulieferindustrie mit weltweitem Einsatzgebiet.
Im April 2018 gewann er in der ZDF-Sendung Der Quiz-Champion nicht nur den Titel des Quiz-Champions, sondern auch das Preisgeld von 100.000 Euro.
Anfang 2022 gewann er bei Servus TV über eine Woche Spieldauer bei der Quiz-Jagd 40.000 Euro.
Thömmes schreibt seit vielen Jahren als freier Mitarbeiter für das Fachmagazin Brauwelt (im Hans Carl-Verlag, Nürnberg). Dazu gehört auch die beliebte Reihe Giganten der Biergeschichte (bis März 2025 bereits über 40 Einzelporträts), die auszugsweise auch in der Brauwelt International auf Englisch erscheint.
Als weiteres Standbein führt Thömmes seit 2023 Führungen durch die Loisium-Kellerwelt in Langenlois (Niederösterreich) durch. Seit 2024 ist er außerdem als Kulturvermittler für Schloß und Park Grafenegg aktiv.

## Bierzauberei
Ab Frühjahr 2010 betrieb Thömmes die Brauerei Bierzauberei in Brunn am Gebirge (Niederösterreich) und versuchte, vergessene Biersorten wieder zu brauen. Zum Jahresende 2013 wurde der Braubetrieb in Brunn eingestellt. Thömmes hat seine Brautätigkeit als „Wanderbrauer“ bis Anfang 2016 fortgesetzt und sich bei unterschiedlichen handwerklichen Brauereien eingemietet, um weiterhin die Biere der Marke Bierzauberei erzeugen und vermarkten zu können.
Die „Bierzauberei“ wurde im Frühjahr 2011 vom Bierguide des Conrad Seidl als „Micro-Brewery des Jahres“ in Österreich ausgezeichnet. 2012 erhielt das „Spekulatius Ale“ ebenfalls eine Urkunde des „Bierguides“ als „Bier des Jahres in Österreich“.

## Schriften (Auswahl)
- Der Bierzauberer, Gmeiner-Verlag, Meßkirch 2008, ISBN 978-3-89977-746-8
- Das Erbe des Bierzauberers, Gmeiner-Verlag, Meßkirch 2009, ISBN 978-3-89977-788-8
- Der Fluch des Bierzauberers, Gmeiner-Verlag, Meßkirch 2010, ISBN 978-3-8392-1074-1
- Der Papstkäufer, Gmeiner-Verlag, Meßkirch 2012, ISBN 978-3-8392-1297-4
- So braut Deutschland: Wo unser Bier entsteht, Gmeiner-Verlag, Meßkirch 2016, ISBN 978-3-8392-1873-0
- Das Duell der Bierzauberer. Gmeiner-Verlag, Meßkirch 2017, ISBN 978-3-8392-2017-7
- Der Limonadenmann oder Die wundersame Geschichte eines Goldschmieds, der der Frau, die er liebte, das Leben retten wollte und dabei die Limonade erfand, Gmeiner Verlag, Meßkirch, 2018, ISBN 978-3-8392-2296-6
- Mit besten Absichten, Gmeiner-Verlag, Meßkirch 2020, ISBN 978-3-8392-2639-1
- Tage des Hopfens, Tage des Zorns - Finale der Bierzauberer, Gmeiner-Verlag, Meßkirch 2020, ISBN 978-3-8392-2758-9
- Ein Rindvieh für Gaddafi, Gmeiner-Verlag, Meßkirch 2021, ISBN 978-3-8392-0023-0
- Von Liebe und Lepra, Amazon Direct Publishing 2023, ISBN 979-8385610419
- Als die Erde Fieber bekam, Amazon Direct Publishing 2023, ISBN 979-8852865243
- Unter dem Diamantenhimmel: Das erstaunliche Leben und die unglaublichen Reisen des George Francis Lyon, Amazon Direct Publishing 2023, ISBN 979-8385610419
- Der Blaue Panda - Ein spannender Roman für Kinder, Amazon Direct Publishing 2025, ISBN 979-8283544670